# Conjetura de Dubner
La conjetura de Dubner es una proposición aún sin resolver (en 2018), formulada por el matemático estadounidense Harvey Dubner. Establece que:
Todo número par mayor que 4208 es la suma de dos primos t, donde un primo t es un primo que tiene un gemelo
La conjetura se ha verificado por computadora para números de hasta {\displaystyle 4\times 10^{11}}.

## Características
Los números pares (hasta el límite de la conjetura establecido en 4208) que constituirían excepciones son: 2, 4, 94, 96, 98, 400, 402, 404, 514, 516, 518, 784, 786, 788, 904, 906, 908, 1114, 1116, 1118, 1144, 1146, 1148, 1264, 1266, 1268, 1354, 1356, 1358, 3244, 3246, 3248, 4204, 4206, 4208. (sucesión A007534 en OEIS)
La conjetura, si se demuestra, probará tanto la conjetura de Goldbach (porque ya se ha comprobado que todos los números pares 2n, tales que 2 < 2n ≤ 4208, son la suma de dos números primos) y la conjetura de los números primos gemelos (existe un número infinito de t-primos, y por lo tanto un número infinito de pares primos gemelos).
Si bien ya es una generalización de estas dos conjeturas, la conjetura original de Dubner puede generalizarse aún más:
- Para cada número natural k > 0, todo número par suficientemente grande n(k) es la suma de dos primos d(2k) , donde un primo d(2k) es un primo p que tiene un primo q tal que d(p,' 'q) = |q − p| = 2k y p, q primos sucesivos. La conjetura implica la conjetura de Goldbach (para todos los números pares mayores que un valor grande ℓ(k)) para cada k, y la conjetura de Polignac si se consideran todos los casos de k. La conjetura original de Dubner es el caso de k = 1.
- La misma idea, pero si p y q no son necesariamente consecutivos en la definición de un primo d(2k). Nuevamente, la conjetura de Dubner es un caso para k = 1. Implica que la conjetura de Goldbach y la conjetura generalizada de Polignac (si se consideran todos los casos de k) están involucrados.

## Lecturas relacionadas
- Harvey Dubner (2000), Twin Prime Conjectures, Journal of Recreational Mathematics, volumen 30, número 3, págs. 199–205
- Jean-Paul Delahaye (junio de 2002), Nombres premiers inévitables et pyramidaux, Scientific American, número 296, págs. 98–102

- Datos: Q2993307